# Nammi 01
Nammi 01 — субкомпактный электромобиль-хетчбэк, который выпускается с января 2024 года подразделением Dongfeng Nammi компании Dongfeng Motor Corporation.

## Описание
Nammi 01 дебютировал в августе 2023 года. Позже автомобиль был представлен в Гуанчжоу 17 ноября 2023 года, а одновременно начались предварительные продажи. Серийно автомобиль начал выпускаться 6 января 2024 года. Ценовой диапазон варьируется от 74800 до 104800 юаней.

## Технические характеристики
Nammi 01 оснащается двумя литий-железо-фосфатными аккумуляторами: один ёмкостью 31,45 кВт·ч с запасом хода 330 км, а другой ёмкостью 42,3 кВт·ч с запасом хода 430 км. В движение автомобиль приводится синхронным электродвигателем мощностью 70 кВт (94 л. с.) и крутящим моментом 160 Н·м.

## Продажи в Европе
Dongfeng BOX – официальное название модели для европейского рынка. Летом 2024 года в четырех странах Европы прошли презентации электромобиля: 11 июня – в Испании, 27 июня – в Нидерландах, 11 июля – в Беларуси, 14 августа – в Швейцарии. Самая низкая в Европе цена на BOX установлена в Беларуси.

## Веб-ссылки
- Официальный сайт (китайский)
- Официальный сайт (испанский)
- Официальный сайт (белорусский)
- Официальный сайт (недерландский)
- Официальный сайт (швейцарский)